# ISE (Unternehmen)
Die ISE-Gruppe besteht aus den Unternehmen ISE Automotive GmbH und der Automotive Group ISE Industries Hainichen GmbH. Ihr Hauptstandort ist Bergneustadt. Weltweit beschäftigt ISE heute über 5.400 Mitarbeiter; davon über 4000 in Deutschland.
Die Unternehmen der ISE-Gruppe sind Automobilzulieferer mit den Kernkompetenzen in der Entwicklung und Produktion von innovativen Struktur-, Schutz- und Verkleidungssystemen für das Automobil.
Entwickelt und produziert werden Cabriolet-spezifische Systeme, Fahrwerkskomponenten für Front- und Heck, Getriebemodule, Karosseriekomponenten, Kunststoffsysteme für Interieur und Exterieur sowie Scharniersysteme.

## Geschichte
Das Unternehmen ISE wurde 1930 von Hermann E. Müller gegründet. Im Jahr 1955 etablierte sich das Unternehmen als Lieferant für die Erstausrüstung der europäischen Automobilindustrie und setzte 1956 die größte europäische Galvanikanlage in Betrieb. 1969 erfolgte die Umwandlung in eine Tochtergesellschaft der Alfred Teves GmbH in Frankfurt, die bereits seit 1967 zur ITT Automotive Europe GmbH gehörte. Im Jahr 1993 fusionierten die Alfred Teves GmbH und die ITT Automotive Europe GmbH, wobei gleichzeitig die Produktion von Frontends begann.
1997 kam es zur Ausgliederung des Werkes Bergneustadt in die ISE Innomotive Systems Europe GmbH. Dieser Schritt wurde im Rahmen eines Management-Buy-Out-Verfahren (MBO) vollzogen, bei dem unter anderem Gerd Rosendahl zu den Führungskräften gehörte, die das Unternehmen übernahmen. Im Jahr 2001 erwarb die ISE Innomotive Systems Europe GmbH die Unternehmensgruppe Lunke Ventra Automotive, die aus den Werken in Witten, Duisburg, Hainichen, Chocianów (Polen) und einer Beteiligung in Shanghai bestand. Zudem wurde am 1. Juli 2001 die ISE Industries GmbH gegründet.
2004 kam es zur Übernahme von IBS Brocke, das aus den Werken in Morsbach-Lichtenberg, Schwelm und Waldbröl bestand, durch die fünf Gesellschafter der ISE Innomotive Systems Europe GmbH sowie der ISE Industries GmbH. Im Oktober 2004 wurde das Unternehmen unter dem neuen Namen ISE INTEX GmbH firmiert. Am 22. November 2006 stellten die Automotive Group ISE INTEX GmbH, Morsbach, und die Automotive Group ISE INTEX Beteiligungs-GmbH, Bergneustadt, einen Antrag auf Eröffnung eines Insolvenzverfahrens, während andere Gesellschaften der ISE-Gruppe nicht betroffen waren (Amtsgericht Bonn, AZ 95 IN 118/06 und 95 IN 119/06).
Am 22. Januar 2007 beantragten auch die Automotive Group ISE Innomotive Systems Europe GmbH und die Automotive Group ISE Industries GmbH die Eröffnung eines Insolvenzverfahrens. Von diesem Antrag betroffen waren die Standorte Bergneustadt, Witten und Duisburg, nicht jedoch die Automotive Group ISE Industries Hainichen GmbH in Hainichen sowie die Auslandsgesellschaften. Am 1. Juni 2008 wurden wesentliche Vermögensgegenstände der Automotive Group ISE Innomotive Systems Europe GmbH und Automotive Group ISE Industries GmbH vom Münchener Finanzinvestor Nordwind Capital übernommen.
Im Februar 2013 erfolgte der Verkauf des Unternehmens an das mexikanische Unternehmen Metalsa. Im Zuge des Verkaufs wurde eine Schließung des Standortes Duisburg angekündigt, wobei die Schließungen bis Oktober 2013 abgeschlossen sein sollten.